# Дворец Бенрат
За́мок Бе́нрат (нем. Schloss Benrath) — дворец с подсобными флигелями в стиле рококо. С 1929 года — музей.

## Положение
Дворец и парк находятся в 10 км к югу от центра Дюссельдорфа в административном районе Бенрат. Западной стороной дворцовый парк выходит к берегу Рейна. На востоке в нескольких сотнях метров находится вокзал Бенрат, где останавливаются пригородные и региональные поезда. На северо-востоке находится старинный центр Бенрата. Напротив дворца, на противоположной стороне улицы Бенратер Шлоссаллея законом охраняется несколько памятников архитектуры, среди которых выделяется вилла Елена.

## Общая информация
Парк, дворец и сопутствующие сооружения были построены по воле курфюрста Пфальца и Баварии Карла-Теодора (1724—1799) ландшафтным архитектором Николя де Пигажем (1723—1796). Лепнина внутренних залов и комнат выполнена известным итальянским мастером-штукатуром Джузеппе Антонио Альбуччо. Постройка, начатая в 1755 в стиле рококо, завершилась только в 1770; законченный дворец приобрёл свойственные этому времени черты раннего классицизма.
На южном берегу искусственного круглого пруда выстроен полукруг представительских сооружений — главное здание дворца (корделож, фр. Corps de Logis) и два боковых флигеля. Во дворце располагались жилые помещения курфюрста и его супруги; к нему примыкали небольшие «личные парки» высочайших особ. Боковые флигели — «кавалерские дома» — предназначались для свиты.
Кухня в западном крыле соединялась с дворцом подземным туннелем. К югу от дворца стоят так называемые «оранжереи», где зимовали многочисленные тропические деревья в кадках, украшавшие летом дорожки парка, а ныне располагается районная библиотека и несколько других учреждений. Внутри парка — искусственный канал, частично засыпанный в XIX веке.
В 1911 году дворец и парк спас от продажи в частные руки бургомистр Бенрата Юлий Мелис, которому установлен памятный камень в парке.
В 2002 году завершена реставрация парка — как парадной его части, так и хозяйственной — огородов, некогда поставлявших зелень ко двору.
В зданиях дворца Бенрат располагаются:
- Музей естественной истории — в западном флигеле. Открыт в 1929 году.
- Музей европейского паркового искусства — в восточном флигеле. Открыт 19 апреля 2000 года
- Собственно во дворце в летний период несколько раз в день проводятся обзорные и тематические экскурсии.
- Ранее во дворце располагалась Бенратская Дворцовая гимназия.

## Корделож

### Интерьеры

#### Подвальные помещения
Изначально предназначались для хранения припасов и топлива. Вероятно, они также были служебными помещениями для прислуги и охранников.
С востока, юга и запада цокольный этаж окружает галерея, через окна которой дневной свет попадает и в основные внутренние помещения. Подземные переходы прежде вели от этой галереи к восточному и западному флигелям. Ещё глубже под подвальными помещениями проложен канал, по которому вода из северного пред дворцового Замкового пруда (Schlossweicher) направляется в южный Зеркальный пруд (Spiegelweiher), вытянутый по прямой в соседнем парке.
В центральном зале подвала, называемом Лапидариум (в переводе с латинского — «хранилище камней» сохраняются оригиналы скульптур львов работы Петера Антона, копии которых (как и других его работ) установлены перед фасадом дворца и за дворцом.
Другое помещение подвала имеет музейное значение. Здесь установлен макет старого дворца и размещены портреты пфальцграфа Филиппа Вильгельма, курфюрста Яна Веллема и Анны Марии. Ещё одно помещено рассказывает о реставрациях музея, которые ведутся с 1945 года (фотографии, документы, оригиналы использованных инструментов).

#### Помещения первого (главного) этажа
Архитектор Пигаж спроектировал первый этаж двумя главным крестообразными направлениями. На оси север-юг находятся два самых больших помещения дворца — вестибюль и Купольный зал, предназначенный для балов. На оси восток-запад Купольный зал соединяется с герцогскими покоями. Следуя принципу симметрии, апартаменты курфюрста лежат на востоке, а апартаменты курфюрста - на западе, с одинаковым количеством комнат, каждая из которых сгруппирована вокруг спален.
Разнообразие планов этажа удивляет; избегая всякой монотонности, он выигрывает прежде всего от небольших комнат, служивших будуарами, гардеробными и ванными комнатами для удобства княжеских жильцов. Вставив два овальных внутренних двора, Пигажу удалось привлечь дневной свет в эти комнаты и создать интимную, привлекательную жилую обстановку. Туалетные комнаты, гардеробы и лестничные клетки специально расположены на северной стороне, куда попадает мало солнечного света.

## Парк Бенрат
Парк имеет очертания правильного квадрата и спроектирован в барочном дизайне. Он выходит непосредственно к берегу Рейна. Часть парка представляет природоохранную территорию «Шлосспарк Бенрат». В центре парка расположена «Охотничья звезда».

## Исторические даты

### XVIII век
- 1716 — В Дюссельдорфе скончался курфюрст Ян Веллем, пфальцграф-герцог Пфальц-Нойбурга. Его наследник Карл Филипп переносит столицу герцогства в Манхайм. Построенный в XVII веке охотничий дворец в Бенрате остаётся незаселённым и заброшенным[7].
- 1742 — Карл Теодор фон Пфальц-Зульцбах (1724-1799) стал курфюрстом Пфальца в возрасте 18 лет. Его владениям принадлежит герцогство Юлих-Берг на Нижнем Рейне. Карл Теодор также изначально проживал в Мангейме.
- C 1743 — Йоганн Генрих Ностхоффен начинает перестройку главного (зимнего) герцогского дворца в Дюссельдорфе. Возведение нового здания комедии на рыночной площади города.
- 1746/1747 — первое посещение Карлом Теодором Дюссельдорфа. Планирование восстановления старого дворца в Люссельдорфе.
- С 1749 года - строительство Иоганном Йозефом Кувеном дворца Егерхоф в Дюссельдорфе.
- 1755 — второе посещение Карлом Теодором Дюссельдорфа. Разрушение главного корпуса старого дворца в Бенрате и планирование постройцки невого немного севернее предыдущего. Главным архитектором и строителем назначается  Николас де Пигаж.
- 1756 — начало строительство главного корпуса дворцового комплекса. В этом же году начинается Семилетняя война, приведшая к временной остановке строительства.
- 1758 — Бомбардировка и оккупация Дюссельдорфа войсками Брауншвейга.
- 1760 — Начало внутренней отделки главного корпуса. Придворный штукатур Джузеппе Антонио Альбуччо работает над лепным потолком в спальне курфюрстины.

## Посещение замка крупными деятелями стран мира
- Теодор Хойс, президент ФРГ (1 февраля 1950)
- Конрад Аденауэр, федеральный канцлер ФРГ (13 мая 1954)
- Хайле Селассие, император Эфиопии (11 ноября 1954)
- Мохаммед Реза Пехлеви, шах Ирана (1 марта 1955)
- Павел I, король Греции с супругой Фредерикой (19 сентября 1956)
- Veüfvvtl Айюб Хан, президент Пакистана (19 января 1961)
- Махендра, король Непала с супругой Ратной (Queen Ratna of Nepal) (25 мая 1964)
- Хусейн ибн Талал, король Иордании с принцессой Муной (Princess Muna al-Hussein) (27 ноября  1964)
- Пак Чон Хи, президент Южной Кореи (10 декабря 1964)
- Елизавета II, королева Англии с Филиппом, герцогом Эдинбургским (25 мая 1965)
- Хасан II, король Марокко (1 декабря 1965)
- Хабиб Бургиба, президент Туниса (21 июля 1966)
- Сулейман Демирель, премьер-министр Турции (10 мая 1967)
- Мохаммед Реза Пехлеви, шах Ирана с Фарах Пехлеви (30 мая 1967)
- Генрих Любке, президент ФРГ (16 июня 1969)
- Густав Хайнеман, президент ФРГ (17 сентября 1969)
- Кеннет Каунда, президент Замбии (29 апреля 1970)
- Маргрете, кронпринцесса Датская с принцем Хенриком Датским (24 мая 1970)
- Бодуэн I, король Бельгии с королевой Фабиолой (28 апреля 1971)
- Михаил Соломенцев, председатель Совета Министров РСФСР (6 октября 1982)
- Рихард фон Вайцзеккер, президент ФРГ (22 ноября 1984)
- Карл XVI Густав, король Швеции с королевой Сильвией (29 ноября 1984)
- Рауль Альфонсин, президент Аргентины (17 сентября 1985)
- Хуан Карлос I, король Испании с королевой Софией (26 февраля 1986)
- Франческо Коссига, президент Италии (23 апреля 1986)
- Ху Яобан, генеральный секретарь ЦК КПК (12 июня 1986)
- Сильвия, королева Швеции (26 октября 1986)
- Тодор Живков, генеральный секретарь ЦК БКП (3 июня 1987)
- Эрих Хонеккер, генеральный секретарь ЦК СЕПГ (9 сентября 1987)
- Франсуа Миттеран, президент Франции (21 октября 1987)
- Виталий Воротников, председатель Совета Министров РСФСР (23 сентября 1988)
- Хосни Мубарак, президент Египта (14 марта 1989)
- Михаил Горбачёв, генеральный секретарь ЦК КПСС (15 июня 1989)
- Карл XVI Густав, король Швеции с королевой Сильвией (5 октября 1989)
- Желю Желев, президент Болгарии (5 сентября 1991)
- Альбер II, князь Монако (30 июня 2017)